# Velký Karaman
Velký Karaman (rusky Большой Караман) je řeka v Saratovské oblasti v Rusku. Je dlouhá 198 km (včetně v létě vysychajícího horního toku až 220 km). Plocha povodí měří 4260 km².

## Průběh toku
Pramení na výběžcích Obščého Syrtu. Ústí zprava do Volgogradské přehrady, jako levý přítok Volhy.

## Vodní režim
Zdrojem vody jsou sněhové srážky a podzemní voda.

## Využití
Vodní doprava je na jaře.